# Frédéric Dorion
Frédéric Dorion est un ancien juge de la Cour supérieure du Québec, né le 23 août 1898 et mort le 15 juillet 1981 à l'âge de 82 ans, un mois avant son 83e anniversaire. Frédéric Dorion est l'auteur du rapport Dorion sur la corruption du gouvernement fédéral. Il fut membre du Parlement Canadien à Ottawa, pendant 6 ans, dans les années 1940.
Il participe activement à la création du parti progressiste conservateur du Québec. Il occupe les fonctions de juge en chef de la Cour supérieure du Québec de 1963 à 1973.

## Famille
Il est le frère de Charles-Napoléon Dorion et de Noël Dorion. Il est l'oncle d'Henri Dorion. Il est le grand oncle de Catherine Dorion, Nathalie Coupal et de Geneviève Dorion-Coupal.